# Hubale
Hubale – wieś w Polsce położona w województwie lubelskim, w powiecie zamojskim, w gminie Zamość.
| SIMC    | Nazwa    | Rodzaj    |
| ------- | -------- | --------- |
| 0906077 | Wieprzec | część wsi |

W latach 1975–1998 miejscowość administracyjnie należała do województwa zamojskiego.
Wieś jest sołectwem w gminie Zamość. Według Narodowego Spisu Powszechnego z roku 2011 wieś liczyła 240 mieszkańców.

## Historia
Pierwsza wzmianka tej nazwy pochodzi z 1882 r. Notka Słownika geograficznego Królestwa Polskiego z tego roku mówiła o Hubalach: „Dawniej folwark, dziś pustkowie wcielone do folwarku Ordynacji Zamoyskich Mokre”.

## Archeologia
Ślady osadnictwa wczesnośredniowiecznego odkryto na 6 stanowiskach archeologicznych odkrytych w trakcie realizacji programu Archeologiczne Zdjęcie Polski. Pozostałością jest cmentarzysko kurhanowe w Mokrem, znane w starszej literaturze jako „mogiły na pastwisku Mokrzyńskim w Hubalach”.

Panorama Hubali i okolic